# Årets författare (Vision)
Årets författare är ett litterärt pris som delas ut årligen av fackförbundet Vision sedan 1993. Pristagaren röstas fram av fackförbundets medlemmar. Prissumman är på 10 000 svenska kronor (2011).

## Pristagare
- 1993 – Kerstin Ekman
- 1994 – Marianne Fredriksson
- 1995 – Bodil Malmsten
- 1996 – Kerstin Thorvall
- 1997 – Henning Mankell
- 1998 – Jan Guillou
- 1999 – Liza Marklund
- 2000 – Majgull Axelsson

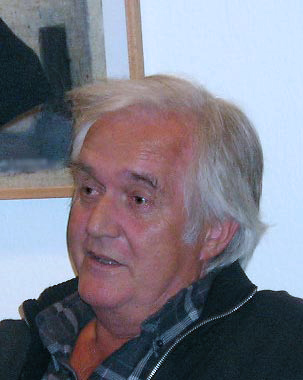
Henning Mankell pristagare 1997

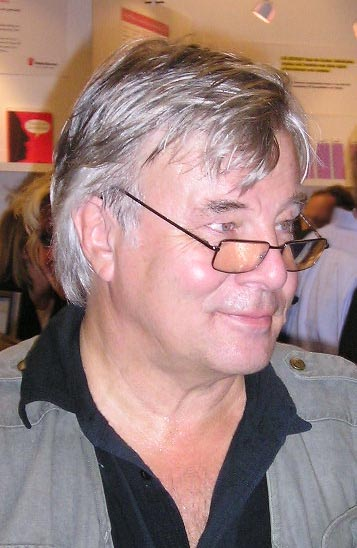
Jan Guillou pristagare 1998

- 2001 – Elsie Johansson. År 2001 utsågs även Årets uppstickare, som blev Jonas Gardell.
- 2002 – Håkan Nesser
- 2003 – Åke Edwardson
- 2004 – Viveca Lärn
- 2005 – Camilla Läckberg
- 2006 – Åsa Larsson
- 2007 – Stieg Larsson
- 2008 – Johan Theorin
- 2009 – Mari Jungstedt
- 2010 – Lars Kepler
- 2011 – Leif G.W. Persson
- 2012 – Jonas Gardell[2]
- 2013 – Jonas Jonasson
- 2014 – Lena Andersson
- 2015 – Jonas Hassen Khemiri
- 2016 – Fredrik Backman
- 2017 – Johannes Anyuru[3]
- 2018 - Stina Wollter[4]
- 2019 - Thord Eriksson[5]
- 2020 - Karin Smirnoff

### Fotnoter
1. ↑  ”Leif GW Persson Årets författare”. Vision. Arkiverad från originalet den 14 september 2012. https://archive.is/20120914151045/http://www.tidningenvision.se/nyheter/leif-gw-persson-arets-forfattare-17567. Läst 10 juni 2012.
2. ↑  Ekstedt, Lotta (15 januari 2013). ”Jonas Gardell Årets författare”. Tidningen Vision. Arkiverad från originalet den 24 december 2013. https://web.archive.org/web/20131224114558/http://www.tidningenvision.se/nyheter/jonas-gardell-arets-forfattare. Läst 22 december 2013.
3. ↑  Tidningen Vision Arkiverad 14 november 2018 hämtat från the Wayback Machine. Läst 13 november 2018.
4. ↑  ”Stina Wollter är Årets författare 2018”. Vision. Arkiverad från originalet den 4 december 2022. https://web.archive.org/web/20221204022559/https://vision.se/opinion/pressmeddelanden/2019/stina-wollter-ar-arets-forfattare-2018/?epslanguage=sv. Läst 6 november 2019.
5. ↑  ”Thord Eriksson är Årets författare 2019”. Vision. Arkiverad från originalet den 1 december 2020. https://web.archive.org/web/20201201082851/https://vision.se/Opinion/Pressmeddelanden/2020/thord-eriksson-ar-arets-forfattare-2019/. Läst 15 december 2020.